# Titelberg

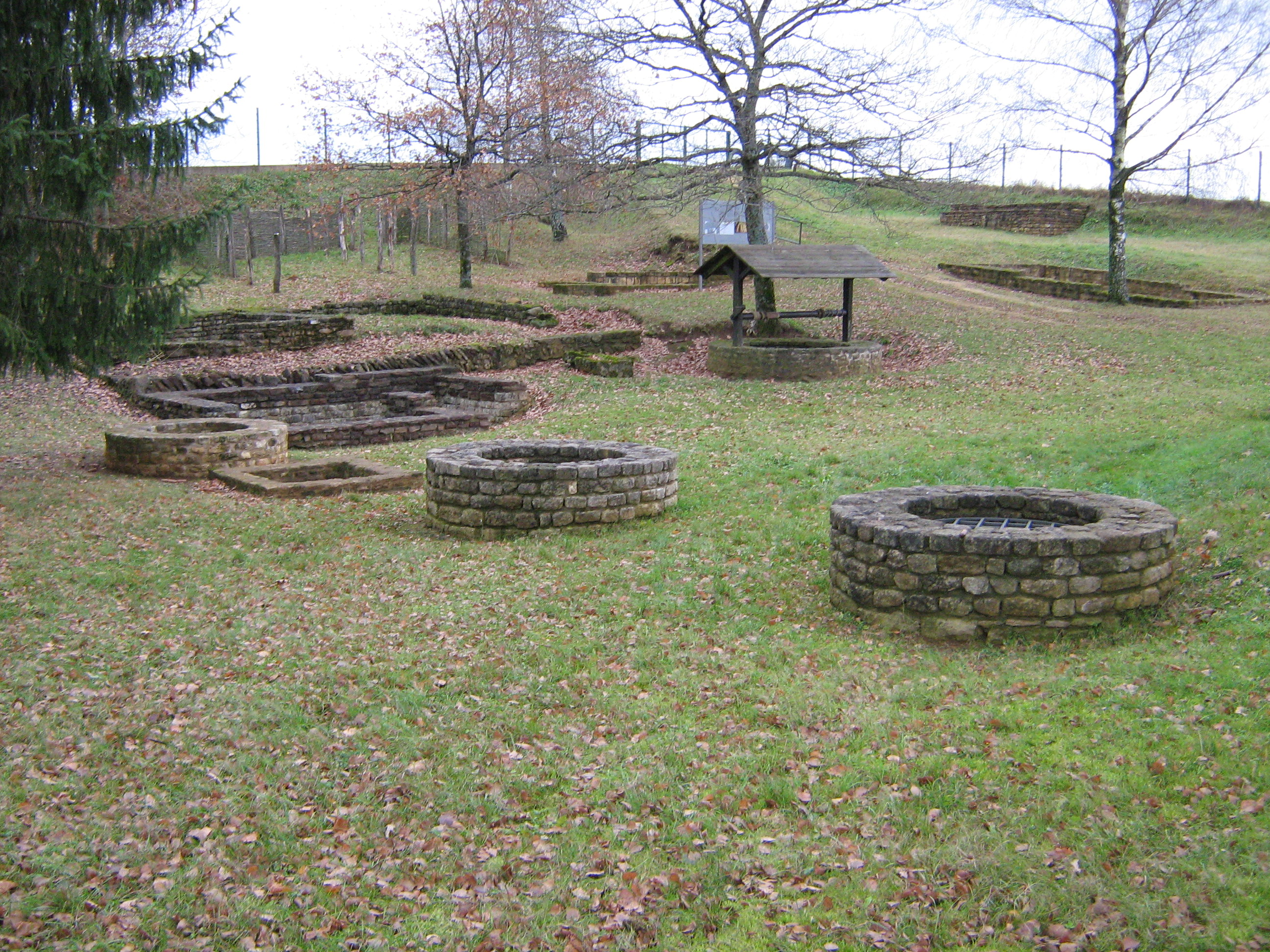
Husgrunder

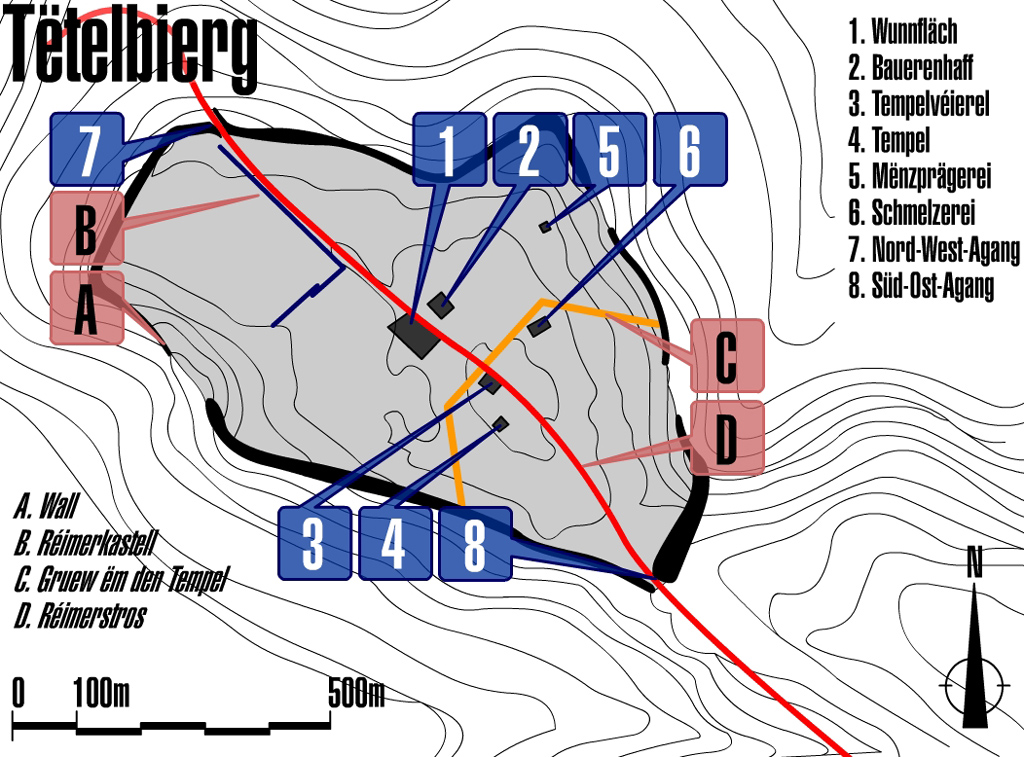
Översiktskarta

Titelberg (luxemburgiska: Tëtelbierg)  är ett keltiskt oppidum, som ligger söder om Pétange i Luxemburg. Under 100-talet före Kristus var detta samhälle förmodligen huvudstad för det germanska folket treverer. Den arkeologiska fyndplatsen visar många exempel på att det fanns en stadscivilisation i det som nu är Luxemburg långt före den romerska erövringen av denna del av Europa,
Titelberg ligger på en platå på berget Tëtelbierg. Staden har en oval form och yta på omkring 50 hektar, omkring en kilometer lång och 500 meter bred. Den har varit bebodd kontinuerligt i 700 år från omkring 300 före Kristus. Det finns tecken på sporadiskt boende också långt dessförinnan, kanske från 2000 före Kristus eller till och med tidigare. Från 100-talet före Kristus och under den gallo-romanska epoken ersattes tidigare bräckliga husmaterial av hus på stengrunder. Staden omgavs av nio meter höga befästningsvallar av jord.
Ordentliga arkeologiska utgrävningar gjordes först från 1968. Sådana utgrävningar har visat att det huvudsakliga bostadsområdet fanns mitt på platån och att allmänna ytor för rekreation fanns några hundra meter sydost om detta. Båda dessa områden ligger väster om den landsväg genom oppidum, som utgjorde den gamla keltiska och romerska vägen.